# Jean Goubie
Pour les articles homonymes, voir Goubie.
Jean Goubie est un homme politique français né le 30 avril 1787 à Eymet (Dordogne) et mort le 25 décembre 1860 à Eymet.

## Biographie
Commerçant, il participe aux journées de juillet 1830. Il est député de la Dordogne de 1848 à 1849 et vote souvent avec la droite.

## Sources
- « Jean Goubie », dans Adolphe Robert et Gaston Cougny, Dictionnaire des parlementaires français, Edgar Bourloton, 1889-1891 [détail de l’édition]